# Tasa de mortalidad específica
La tasa de mortalidad es la proporción de personas que mueren por una causa concreta en un período en una población. También se puede realizar una mortalidad específica por edad. Dependiendo de la intensidad se pueden expresar por mil, por diez mil o por cien mil habitantes.
La fórmula usual para la mortalidad por cada 1000 habitantes resultaser:
{\displaystyle {\text{ME}}={{\text{FC}} \over P}\cdot 1000}
ME: tasa de mortalidad específica.
FC: Número de muertes por una causa en un período y área determinados.
P: Población en el mismo período y área.

## Mortalidad por edad
La ley de mortalidad de Gompertz-Makeham, propuesta por Benjamin Gompertz (1825) y modificada por William Makeham, se usa frecuentemente para modelizar el aumento de la mortalidad específica para edades avanzadas. Especifiamente esa ley establece que la mortalidad específica a los t años viene dada por:

(left){\displaystyle {\text{ME}}_{t}=\lambda +\alpha e^{\beta t}}

donde {\displaystyle \lambda } es el término de Makeham que modeliza causas de muerte casi constantes a todas las edades, como cierto tipo de accidentes, y las constantes {\displaystyle \alpha ,\beta } regulan el incremento de ciertas enfermedades y condiciones cuya inicidencia aumenta exponencialmente con la edad. La esperanza de vida está relacioanada con esta mortalidad específica. De acuerdo con el análisis de supervivencia, la función de supervivencia viene dada por la integral de la mortalidad específica por edad:

(left){\displaystyle S(t)=\exp \left(-\lambda t-{\frac {\alpha }{\beta }}(e^{\beta t}-1)\right)}

mientras que la esperanza de vida viene dada por:

(left){\displaystyle {\text{EV}}=\int _{0}^{\infty }S(t){\text{d}}t=\int _{0}^{\infty }\exp \left(-\lambda t-{\frac {\alpha }{\beta }}(e^{\beta t}-1)\right){\text{d}}t}

Cuando el factor {\displaystyle \lambda } es pequeño frente a los otros términos se tiene la relación aproximada:

(left){\displaystyle {\text{EV}}\approx {\frac {e^{\frac {\alpha }{\beta }}}{\beta }}{\text{E}}_{1}\left({\frac {\alpha }{\beta }}\right)}

donde {\displaystyle {\text{E}}_{1}(\cdot )} representa la función integral exponencial.